# Leptoneta trispinosa
Leptoneta trispinosa là một loài nhện trong họ Leptonetidae.
Loài này thuộc chi Leptoneta. Leptoneta trispinosa được miêu tả năm 1984 bởi Yin, Wang & Wang.